# Улица Учителей
У́лица Учителе́й — магистральная улица в жилом районе «Пионерский» Кировского и Орджоникидзевского административных районов Екатеринбурга. Соединяет жилые районы «Пионерский» и «Северный промышленный».

## Расположение и благоустройство
Улица Учителей идёт с юго-юго-запада на северо-северо-восток, после улицы Вилонова поворачивает к северу и далее к северо-северо-западу. Располагается между улицей Чекистов и Основинским парком в южной части и между промышленными зонами в северной. Начинается у перекрёстка улиц Уральская и Пионеров и заканчивается у слияния с Турбинной улицей. Пересекается с улицами Июльской, Сулимова и Вилонова. В начале улицы справа к ней примыкает Шалинский переулок. Протяжённость улицы составляет около 1800 метров. Ширина проезжей части — от одной до двух полос в каждую сторону.
На протяжении улицы имеются четыре светофора и один нерегулируемый пешеходный переход. На участке между улицами Уральской и Вилонова улица с обеих сторон оборудована тротуарами.

## История
Возникновение улицы связано с развитием Нового посёлка (современный Пионерский жилой район). Улица была спланирована в 1927—1928 годах и на планах Свердловска 1929 и 1932 годов обозначена как застраиваемая, но была безымянной. На планах города 1939, 1942 и 1947 годов показана застройка кварталов улицы по чётной стороне на участке между улицами Июльской и Ирбитской, остальные участки к югу к 1940-х м годам были застроены, но относились к другим улицам (Пионеров и Кочегаров), позднее трассировка этих улиц была изменена.  В первой половине 2000-х годов чётная сторона улицы между улицами Сулимова и Вилонова была застроена восемью 16-этажными панельными жилыми домами типовых серий.

## Транспорт

### Наземный общественный транспорт
- Остановки «Учителей»

Автобус: № 28, 70;
Трамвай: № 5, 12, 16, 20, 23;
- Остановка «Парк Хаус»:

Автобус: № 28, 70.
Троллейбус: № 32.

### Ближайшие станции метро
Действующих станций метро поблизости нет. В отдалённой перспективе в 900 метрах от начала улицы планируется строительство станции  «Гагаринская».